# Paul Dalloz
Paul Dalloz, né le 18 novembre 1829 à Paris où il est mort le 12 avril 1887, est un patron de presse français.

## Biographie
Fils du jurisconsulte Désiré Dalloz, avocat de formation, Paul Dalloz est devenu, après le coup d'État du 2 décembre 1851, avec Jules Turgan, l’un des deux directeurs du Moniteur universel, auquel il a fourni divers articles.
Il a présidé, en mai 1864, à la création du Moniteur universel du soir, seul journal politique à 5 centimes, dont le tirage a atteint rapidement le chiffre de 100 000.
Il a été le propriétaire du journal La Petite Presse fondé par Balathier-Bragelonne.
Il a été décoré de la Légion d'honneur. Il était le frère de l’homme politique Édouard Dalloz.
Il a épousé en 1871 la danseuse d'opéra Adeline Plunkett.
Mort en 1887 au no 3 villa Saïd (16e arrondissement de Paris), il est inhumé au cimetière d'Auteuil.